# Gentiana straminea
Gentiana straminea är en gentianaväxtart som beskrevs av Carl Maximowicz. Gentiana straminea ingår i släktet gentianor, och familjen gentianaväxter. Inga underarter finns listade i Catalogue of Life.